# Cowboy

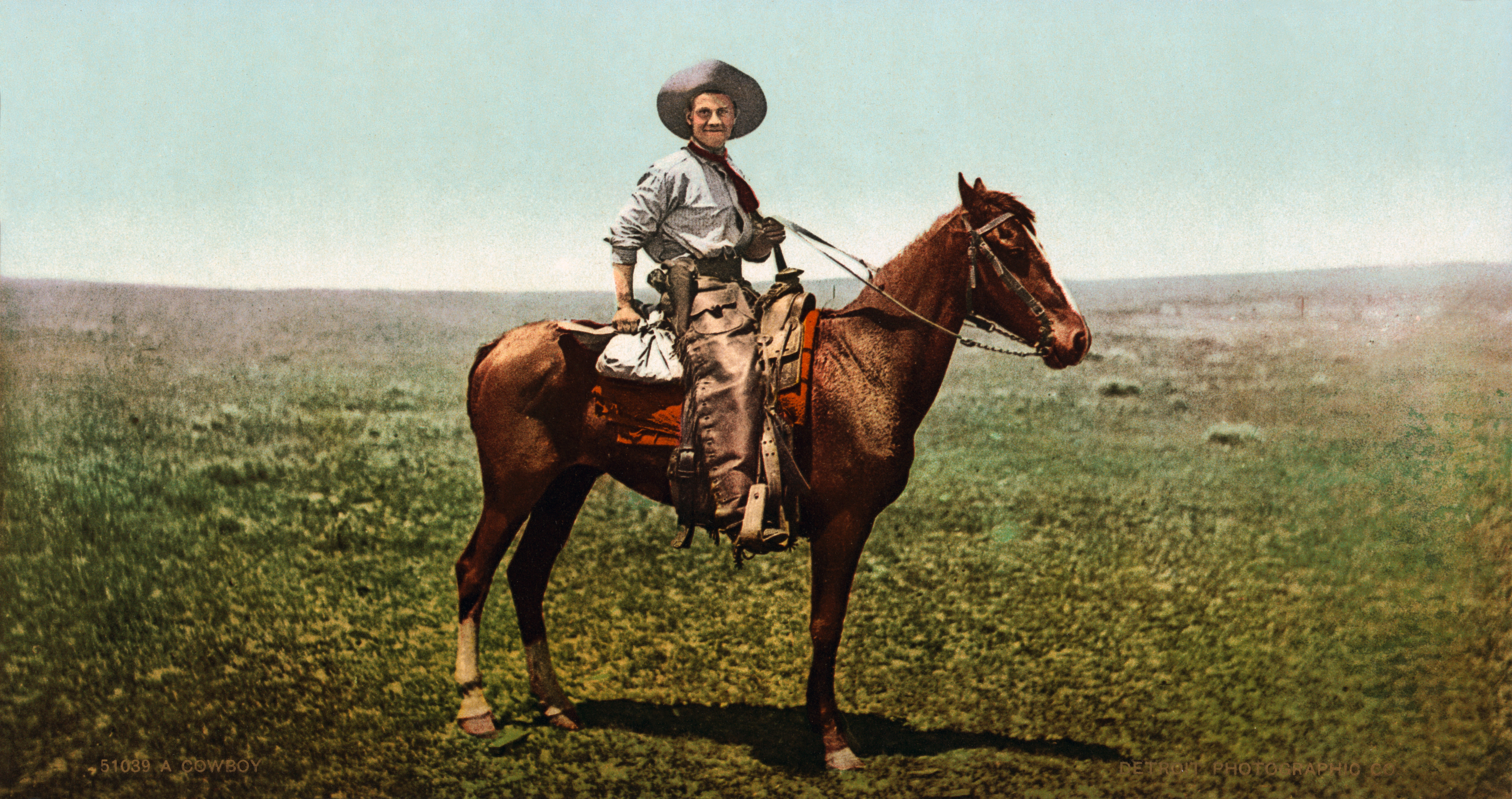
Un cowboy sul suo cavallo

Un cowboy (letteralmente "ragazzo delle mucche", da cow = vacca e boy = ragazzo, in inglese) era un mandriano che curava le mandrie nei ranch degli Stati Uniti d'America, dove erano preposti alla conduzione del bestiame verso le zone di pascolo, alla sua protezione e al suo controllo.

## Storia

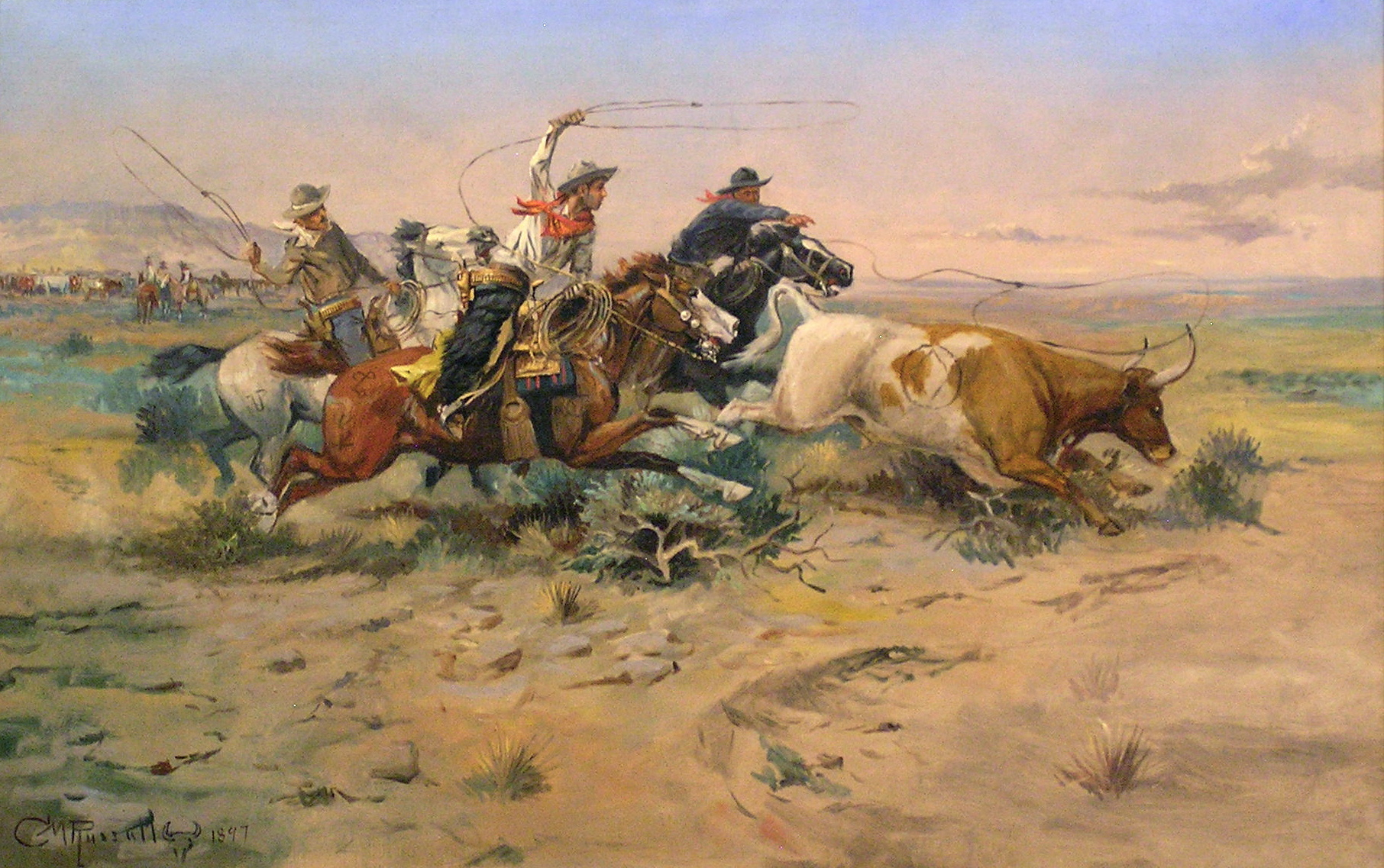
Una rappresentazione classica del cowboy a opera di C.M. Russell

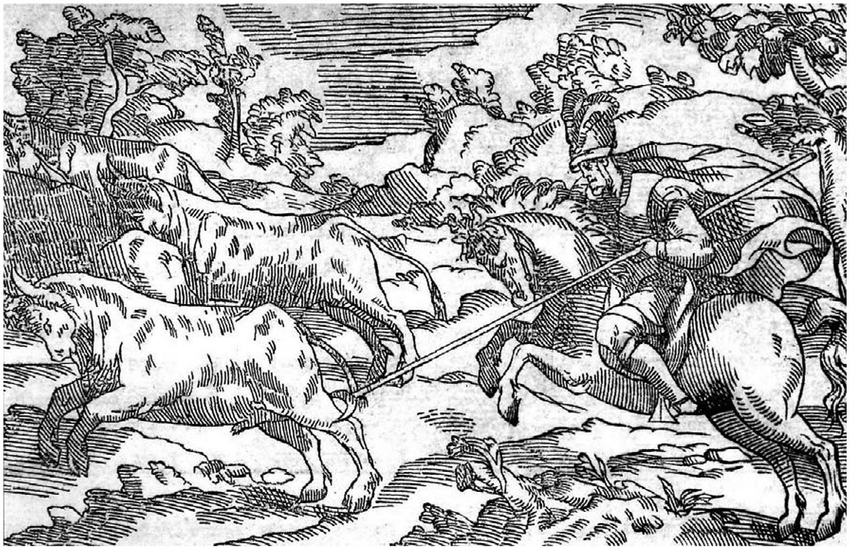
Caccia ai tori selvaggi nel Messico coloniale, 1582.

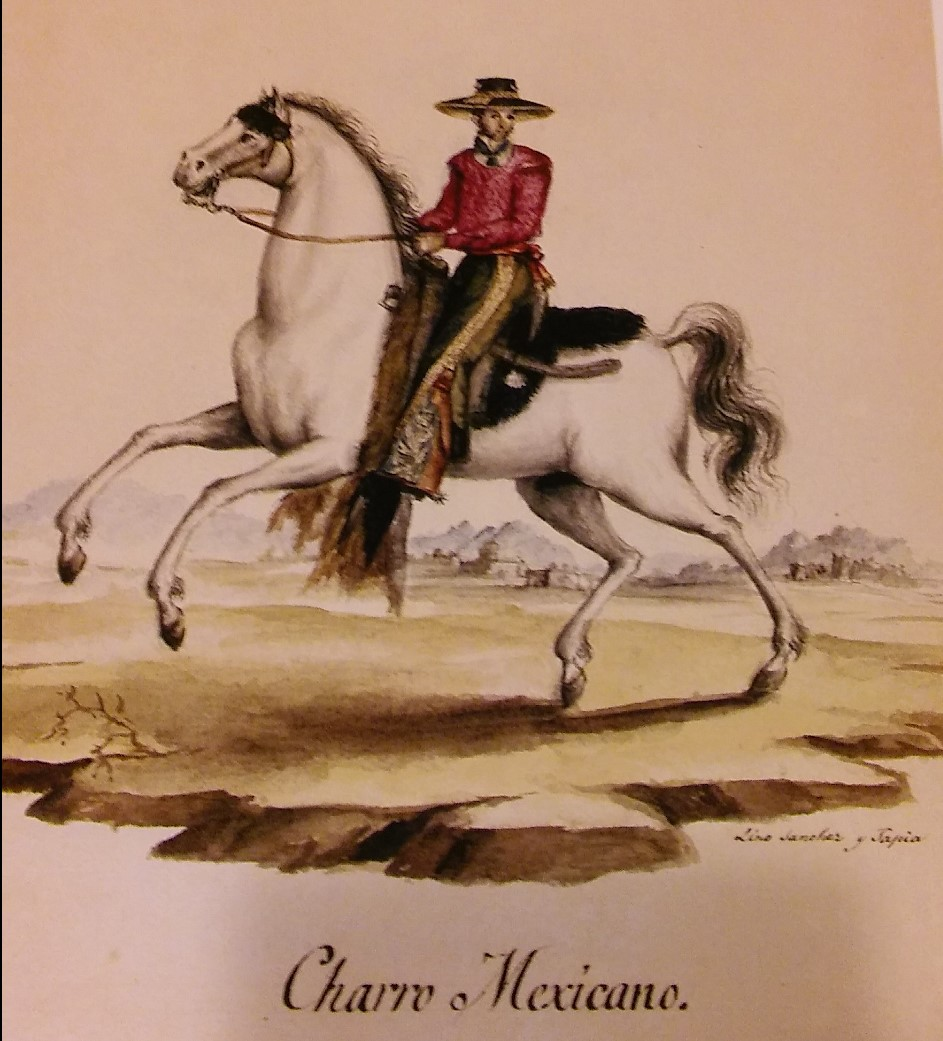
Charro Mexicano (1828). Il termine "Charro" era originariamente un termine dispregiativo per i vaqueros messicani, sinonimo dei termini italiani "campagnolo", "bifolco", "zotico" e "contadino".

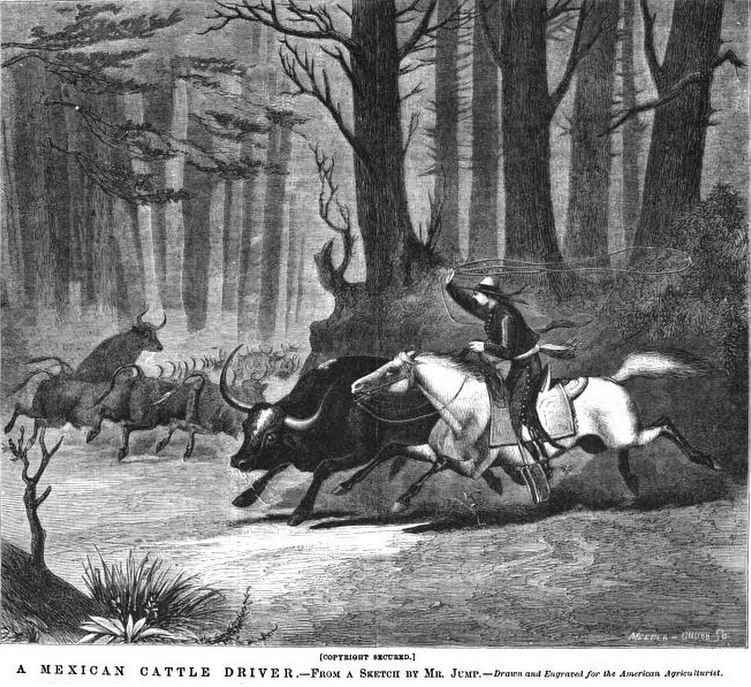
Vaquero messicano che alleva bestiame, 1869.

In origine la parola designava un aiuto mandriano che sbrigava le mansioni di un pastore, spesso a piedi (cavalcare richiedeva destrezza e un investimento in cavallo ed equipaggiamento, raramente accessibile a un ragazzo). Il lavoro del pastore era spesso eseguito - sebbene soltanto con pecore o capre - da minorenni nell'antichità, e ancora oggi in alcune culture del terzo mondo; gli adolescenti di una tribù sudafricana mantengono ancora una forma tradizionale di lotta Nguni con il bastone, per difendere se stessi e il gregge.
Durante il XVI secolo gli spagnoli portarono le loro tradizioni e i loro cavalli, antenati della razza Mustang o Wild, nel Nuovo Mondo attraverso la Nuova Spagna (poi chiamata Messico). I Mustang sono chiamati "wild" (selvaggi) perché in realtà sono animali selvatici, pur discendendo da cavalli addomesticati. Nonostante siano considerati un'icona statunitense, discendono da una tradizione ispanica, che si originò dagli stati centrali del Messico, Jalisco e Michoacán, dove era conosciuto come charro.
Storicamente, le zone settentrionali del Messico includevano in origine la maggior parte dei territori degli Stati Uniti del sud, Texas compreso. Nei primi anni del 1800 la corona spagnola, e poi il Messico indipendente, cominciarono a offrire, in quello che sarebbe diventato il Texas, permessi di empresario agli stranieri, come i coloni degli Stati Uniti, che accettassero di diventare messicani e convertirsi al cattolicesimo. Nella cultura western ai ragazzi era raramente permesso sorvegliare il bestiame. Questo accadeva soltanto agli apprendisti, ormai vicini dell'età adulta, specialmente quando la scolarizzazione divenne generalizzata e il termine si allontanò dalla sfera dell'adolescenza, prima restando come definizione di uno status basso (implicato dalla designazione professionale di "boy", ovvero ragazzo), poi estendendosi all'intera cultura del ranch. 
Nel 1821 Stephen Fuller Austin e i suoi compagni della East Coast diventarono la prima comunità statunitense a parlare spagnolo.
Dopo l'indipendenza del Messico nel 1836 molti statunitensi si trasferirono in Messico nelle zone empresario. Qui rimasero colpiti dalla cultura vaquero messicana e ne presero in prestito parole e usanze.

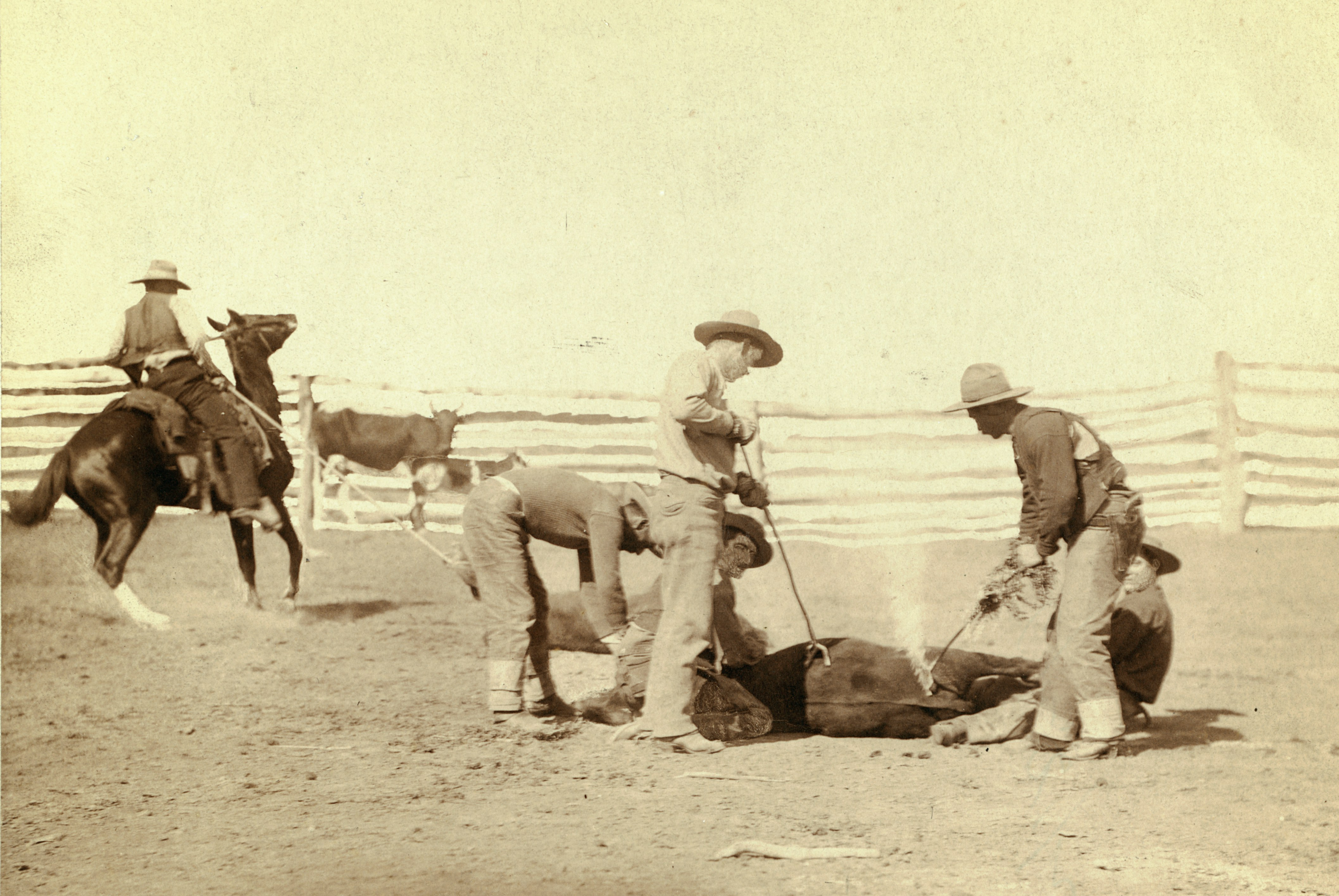
La marchiatura del bestiame a opera di un gruppo di cowboy

Il buckaroo, un tipo di cowboy derivante dalla tradizione dei vaquero, si sviluppò in California e nei territori circostanti durante il periodo coloniale spagnolo. Buckaroo è la pronuncia anglicizzata di vaquero ed è un termine usato ancora oggi nel Gran Bacino e in molte aree della California, nonché in certe zone della parte nord della costa pacifica. Dopo la guerra di secessione questa cultura si spostò verso est e verso nord andandosi a mischiare con la tradizione già presente che si diffondeva sulle piste per il bestiame che dal Texas andavano a nord e a ovest. Le due tradizioni si miscelarono divenendo pressoché indistinguibili. Con il tempo i cowboy dell'ovest americano svilupparono una propria cultura che consisteva in un insieme di valori della frontiera e valori vittoriani. Il praticare un lavoro così pericoloso in condizioni così isolate portò alla nascita di una tradizione di auto-dipendenza e individualismo.

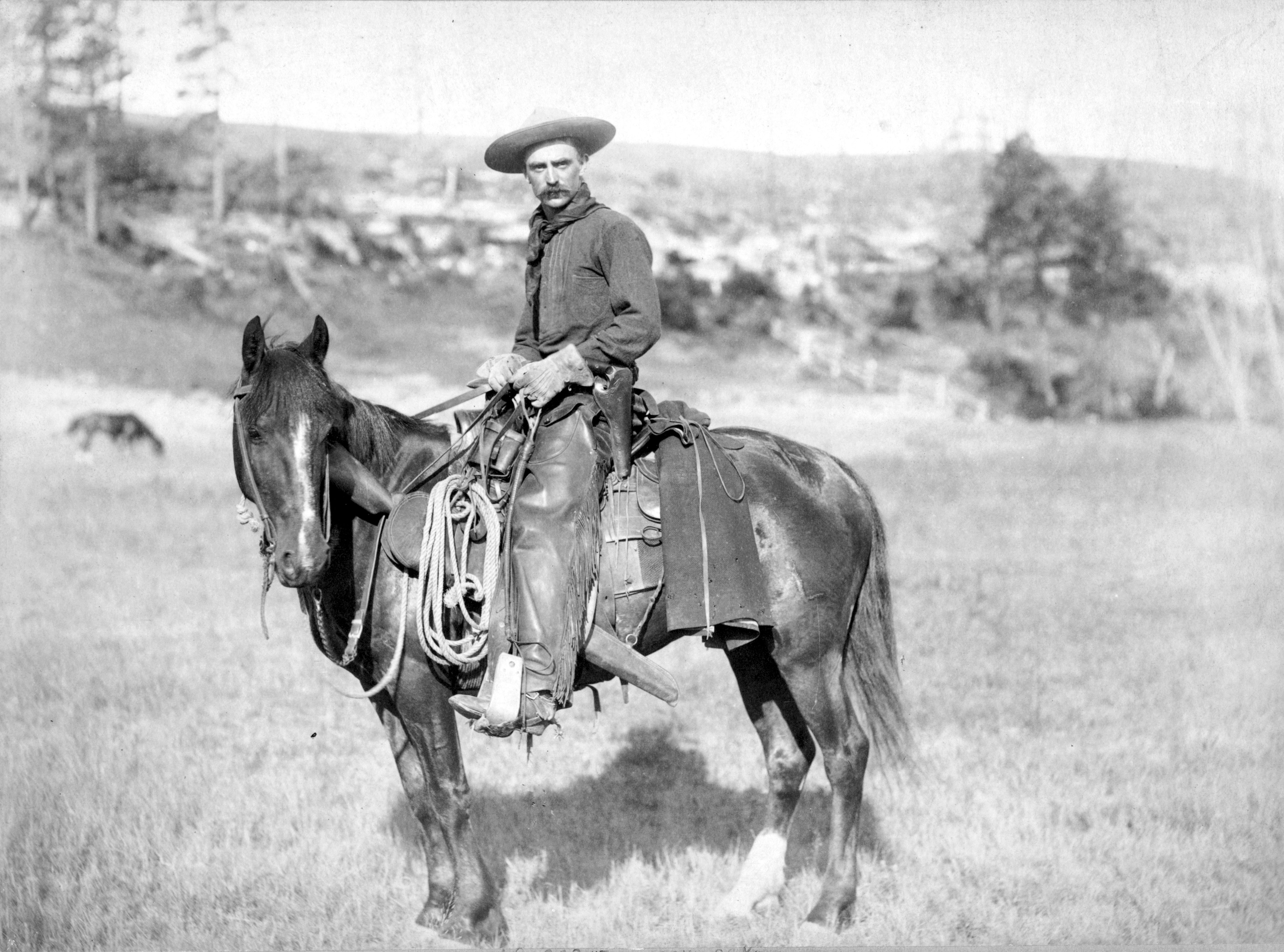
Cowboy americano, 1888

The cattle on a Thousand Hills (letteralmente "la mandria su mille colline"), di John Ambulo, apparso nel marzo del 1887 sul The Overland Monthly, afferma che i cowboy sono "...di due tipi: quelli reclutati in Texas e negli altri stati dell'area; i messicani dalle regioni del sud-ovest...". I censimenti dell'epoca lo confermano. Il lavoro di cowboy era certamente gradito dagli ex schiavi neri liberati dopo la guerra di secessione. Si stima che circa il 10%-25% di tutti i cowboy fosse di origine africana, spesso ex schiavi liberati con poche possibilità di trovare un'altra occupazione molti altri erano immigrati appena giunti dall'Europa. Anche i cowboy di origine messicana costituivano il 15% dei cowboy totali, ed erano numerosi soprattutto in Texas e nel sud-est. Anche i nativi americani lavorarono come cowboy nei primi anni della storia del West. Molti dei primi vaqueros erano nativi americani che sorvegliavano il bestiame delle missioni spagnole. Dopo la dissoluzione del sistema delle riserve intorno al 1900, molte scuole indiane insegnarono il mestiere del cowboy alla gioventù indiana.

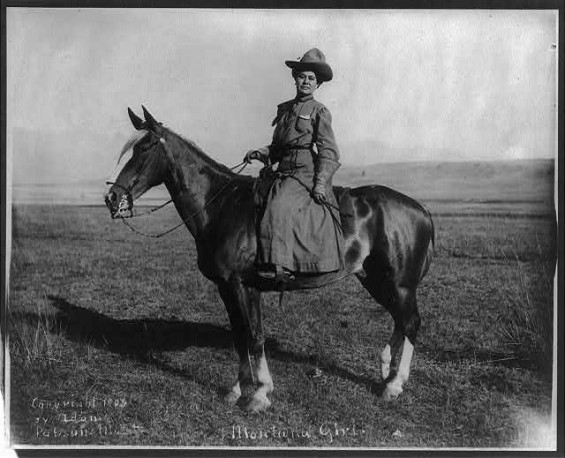
Una cowgirl del Montana

Nell'ultimo decennio del 1800 i grandi spazi aperti dei territori indiani erano scomparsi e i tempi delle grandi mandrie di bestiame spostate dal Texas alla ferrovia in Kansas erano finiti. Spostamenti di bestiame su scala più piccola continuarono almeno fino agli anni quaranta del XX secolo, con il bestiame dell'Arizona che veniva portato fino alla ferrovia a Magdalena, nel Nuovo Messico. Nel frattempo molti ranch nacquero nel West, mantenendo alta la richiesta di cowboy.
Nei ranch i cowboy hanno il compito di fare mangiare la mandria, marchiare il bestiame e curarne le ferite quando necessario. Inoltre muovono il bestiame fino ai luoghi di vendita. In più i cowboy svolgono altri lavori occasionali nei ranch come riparare i recinti. La natura di questi lavori dipende molto dalla grandezza del ranch e della mandria. Nei ranch più grandi per pascoli o per numero di capi solitamente ogni cowboy si specializza in un compito. Nei ranch più piccoli al contrario, essendo i cowboy molto pochi e spesso membri della famiglia, si occupano di tutti i lavori necessari.
Il periodo di massima diffusione del mestiere da cowboy è generalmente considerato il ventennio dalla fine della guerra civile (1865) al 1885 circa, quando il rapido sviluppo delle reti ferroviarie ridusse la necessità di personale per accompagnare il bestiame dalle pianure ai mercati unito poi alla recinzione delle proprietà e all'arrivo delle automobili e dei camion.

## Descrizione
Il termine boy, ovvero ragazzo, aveva una accezione negativa relativa alla giovane età che sarebbe bastata per svolgere il mestiere. Spesso venivano a formare un piccolo esercito al servizio di ricchi proprietari terrieri, essendo autorizzati a portare le armi per la difesa del bestiame. Oltre a svolgere il lavoro nel ranch, alcuni di essi organizzano e partecipano ai rodei e molti di essi lavorano soltanto in questi spettacoli.

## Nella cultura di massa
La narrativa e soprattutto la cinematografia americana ne idealizzarono la figura rendendola tipica dell'epopea del far west, ma era un mestiere da disperati disposti a sopportare una vita molto dura dove si dormiva per terra, compiendo estenuanti marce di migliaia di chilometri. Negli anni trenta e quaranta del XX secolo i film western hanno reso popolare lo stile di vita dei cowboy ma hanno anche generato stereotipi; l'iconografia tramandata dal cinema ha creato uno stereotipo che non corrisponde alla realtà come l'uso dei cappelli a larga tesa e infatti, dalle foto dell'epoca, i cowboy usavano certo dei cappelli, ma di vario genere come cilindri o bombette e anche cappelli da donna riadattati. Nella cultura pop i cowboy ed i pistoleri sono spesso scambiati l'uno per l'altro.

## Varianti
Il paniolo, una parola che si pensa abbia origine dalla pronuncia hawaiana di español, è il cowboy hawaiiano. Come quelli americani impararono la loro arte da vaqueros messicani che il re hawaiiano Kamehameha III portò dalla California nel 1832 per insegnare ai mandriani locali come governare il bestiame al meglio. All'epoca la California faceva ancora parte del Messico e le Hawaii erano conosciute come Isole Sandwich. Paniolo comunque vuole anche dire essere pieno di orgoglio.
Oltre che in Messico, Nord America e Hawaii gli spagnoli portarono la loro tradizione di mandriani anche in Argentina, Uruguay, Paraguay e Brasile meridionale con il gaucho, in Venezuela con lo llanero e in Cile con lo huaso. Indirettamente la tradizione spagnola è arrivata anche in Australia dove nei grandi ranch i cowboy sono chiamati ringers e stockman, con gli apprendisti noti come jackaroos e jillaroos. Nella madrepatria, le tecniche che gli spagnoli esportarono oltreoceano sono ancor oggi utilizzate negli allevamenti di tori da combattimento.
La maniera americana del pascolo libero degli animali arrivò in Canada (soprattutto nel sud dell'Alberta) negli anni ottanta dell'Ottocento. Lo stile di vita dei cowboy divenne predominante intorno alle prime colline delle Montagne Rocciose canadesi. La vicina città di Calgary divenne il centro dell'industria canadese del bestiame, guadagnandosi il soprannome di cowtown (città delle mucche). L'industria del bestiame è ancora molto importante in Alberta, dove il numero dei capi supera quello degli abitanti. La progressiva diminuzione del numero dei pascoli aperti a favore dei recinti non cancellò la figura del cowboy. Nel 1912 iniziò il Calgary Stampede, a tutt'oggi il rodeo più ricco del mondo. Ogni anno la città rivale di Edmonton, situata più a nord, ospita il Canadian Finals Rodeo e dozzine di rodei minori si svolgono nella provincia.
Nella Camargue francese, cavalieri chiamati Gardians pascolano il bestiame. In Ungheria gli Csikós sorvegliano i cavalli. I butteri provengono dalla Maremma, in Italia, ed esistono da centinaia di anni prima dei cowboy; si ricorda Augusto Imperiali, buttero di Cisterna di Latina, che sconfisse Buffalo Bill e tutti i cowboy. I cowboy non c'entrano con tutte le altre tipologie di mandriani nel mondo, che hanno una propria storia e cultura.

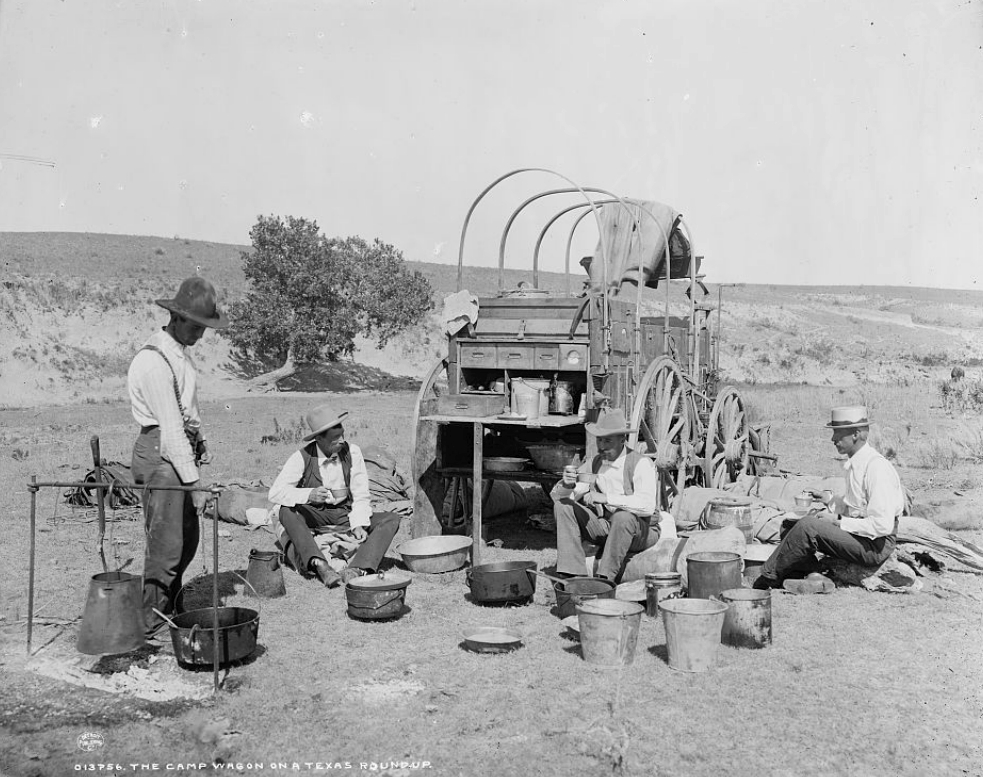
Il carro cucina che seguiva le mandrie durante gli spostamenti